# Волнат (Айова)
Волнат (англ. Walnut) — місто (англ. city) в США, в окрузі Поттаваттамі штату Айова. Населення — 747 осіб (2020).

## Географія
Волнат розташований за координатами 41°29′18″ пн. ш. 95°13′14″ зх. д. / 41.48833° пн. ш. 95.22056° зх. д. (41.488472, -95.220500).  За даними Бюро перепису населення США в 2010 році місто мало площу 5,58 км², уся площа — суходіл.

## Демографія
Згідно з переписом 2010 року, у місті мешкало 785 осіб у 354 домогосподарствах у складі 214 родин. Густота населення становила 141 особа/км².  Було 411 помешкання (74/км²).
Расовий склад населення:
| - 96,9 % — білих - 1,0 % — чорних або афроамериканців - 0,8 % — азіатів |

До двох чи більше рас належало 0,9 %. Частка іспаномовних становила 1,4 % від усіх жителів.
За віковим діапазоном населення розподілялося таким чином: 22,5 % — особи молодші 18 років, 56,1 % — особи у віці 18—64 років, 21,4 % — особи у віці 65 років та старші. Медіана віку мешканця становила 46,9 року. На 100 осіб жіночої статі у місті припадало 89,2 чоловіків;  на 100 жінок у віці від 18 років та старших — 82,6 чоловіків також старших 18 років.
Середній дохід на одне домашнє господарство  становив 56 492 долари США (медіана — 42 308), а середній дохід на одну сім'ю — 68 060 доларів (медіана — 57 000). Медіана доходів становила 38 750 доларів для чоловіків та 32 083 долари для жінок. За межею бідності перебувало 7,6 % осіб, у тому числі 7,8 % дітей у віці до 18 років та 6,2 % осіб у віці 65 років та старших.
Цивільне працевлаштоване населення становило 355 осіб. Основні галузі зайнятості: освіта, охорона здоров'я та соціальна допомога — 19,2 %, роздрібна торгівля — 13,0 %, виробництво — 11,5 %, мистецтво, розваги та відпочинок — 10,4 %.